# Inhouse Consulting
Die interne Beratung (Inhouse Consulting) ist ihrem Namen gemäß eine in einer Organisation (z. B. Unternehmen, Verwaltung, Kirche, Verein) lokalisierte Einheit, die Beratungsdienstleistungen für die eigene Mutterorganisation erbringt. Diese Beratungsdienstleistungen erstrecken sich in der Regel auf die klassischen Themenfelder von Unternehmensberatungen. Dazu gehören insbesondere die Konzeption und Optimierung von Unternehmensstrategien, Geschäftsprozessen sowie Aufbau- und Ablauforganisationen. Als Folge des Restrukturierungsbedarfs in Unternehmen ist Veränderungsmanagement und Organisationsentwicklung häufig Bestandteil des Kompetenzportfolios der internen Unternehmensberatungen.
Die Idee der internen Beratung entstammt einerseits Kostenüberlegungen: Ab einer bestimmten Organisationsgröße ist das dauerhafte Engagement eines Beraters exklusiv für die Organisation kostengünstiger und aus Vertraulichkeitsaspekten sicherer als das Engagement externer Unternehmensberater. Ein wesentlicher Aspekt für den Einsatz interner Berater ist darüber hinaus deren Wissensvorsprung gegenüber externen Beratern. Inhouse Consultants sind mit dem Unternehmen sowie seinen – formellen und informellen – Strukturen und Besonderheiten vertraut. Sie müssen sich deswegen nicht lange in Aufgabenstellungen einarbeiten und können passgenaue Lösungen liefern. Außerdem haben Untersuchungen gezeigt, dass die Akzeptanz von internen Beratern bei den Mitarbeitern des zu beratenden Unternehmens größer ist als von externen Beratern.
Um ein effektives Arbeiten zu gewährleisten, müssen Beraterteams eine Funktion erhalten, welche die Unabhängigkeit von der zu beratenden Abteilung gewährleistet. Interne Berater haben somit die Funktion einer Stabsstelle und sollten über einen eigenen Etat und Weisungsbefugnisse verfügen, zum Beispiel im Stab der Unternehmensstrategie.

## Begriff
Der Begriff „Inhouse Consulting“ dominiert im Sprachgebrauch gegenüber dem Begriff der internen Unternehmensberatung. Entsprechend ist der Titel „Inhouse Consultant“ die geläufige Berufsbezeichnung für interne Unternehmensberaterinnen und Unternehmensberater. Da die Begriffe bislang nicht geschützt sind, kann ähnlich wie bei externen Unternehmensberatungen prinzipiell jede unternehmensinterne Einheit als interne Unternehmensberatung bezeichnet werden.

## Entstehung und Marktüberblick
Die meisten internen Unternehmensberatungen sind Mitte der 90er Jahre gegründet worden. Ihre Entstehung geht im Wesentlichen auf die gestiegenen Anforderungen an die Professionalisierung von Projektarbeit in den Konzernen zurück. Auch Unzufriedenheit mit den Leistungen und die vielfach sehr hohen Honorarkosten von externen Beratungen spielen bei der Gründung einer unternehmensinternen Beratungseinheit häufig eine Rolle.
In den vergangenen Jahren ist ein zunehmender Trend zur Gründung und Professionalisierung von Inhouse Consulting in Großunternehmen und größeren Mittelständlern zu beobachten. 2004 verfügten bereits 75 Prozent aller DAX- und MDAX-Unternehmen über eine interne Beratungseinheit, darunter BASF, die Bayer AG, Commerzbank, Daimler AG, Deutsche Bahn, Deutsche Bank, Deutsche Post DHL, Deutsche Telekom, E.ON, Porsche, RWE, Siemens und Volkswagen. So besitzt beispielsweise die Allianz die interne Unternehmensberatung Allianz Inhouse Consulting, die Commerzbank die Commerz Business Consulting, Siemens die interne Unternehmensberatung Siemens Management Consulting und Volkswagen die interne Unternehmensberatung Volkswagen Consulting. Aber auch nicht-börsennotierte Unternehmen wie die Otto Group, die Flughafen München GmbH, BSH Bosch und Siemens Hausgeräte oder die KfW Bankengruppe beschäftigen eigene Beratungseinheiten. Insgesamt haben laut einer Studie von Bayer Business Services und der European Business School aus dem Jahr 2009 zwischen 100 und 150 deutsche Unternehmen eigene Inhouse-Consulting-Einheiten.
Viele Inhouse-Consulting-Einheiten haben in den vergangenen Jahren ein enormes Wachstum erfahren. Sie gelten zudem als ideales Sprungbrett für einen Wechsel in eine Linienfunktion des Konzerns. Etliche Einheiten besitzen den expliziten Auftrag, den Management-Nachwuchs des Konzerns auszubilden. Den Beratern kommt dabei zugute, dass sie im Rahmen ihrer Projektarbeit Einblick in verschiedene Geschäftsfelder und Abteilungen des Konzerns erlangen. Zudem sind die von ihnen betreuten Projekte häufig auf Vorstandsebene angesiedelt.
In Deutschland existieren zudem mit BwConsulting, PD – Berater der öffentlichen Hand, digital@M (Stadt München) und der Inhouse-Beratung der Bundesagentur für Arbeit verschiedene Unternehmen mit einem oder mehreren öffentlichen Gesellschaftern (Public-Sector-Consulting). 

## Erfolgsfaktoren
In Abhängigkeit von der individuellen Unternehmenssituation gelten für den Einsatz interner Unternehmensberatungen die folgenden Erfolgsfaktoren:
- Positionierung des Inhouse Consulting im Konzern als professioneller Dienstleister
- Konkurrenzfähigkeit zu externen Beratungen
- Nutzung umfassender und erfahrungsgeprägter Kenntnis des eigenen Unternehmens in Strategie, Organisation und Prozessen; dadurch
  - Verringerung der Antrittszeiten im Projekt
  - „Cultural Fit“, wodurch interne Berater im Unternehmen schneller verstanden – und von den Mitarbeitern eher akzeptiert – werden als externe
  - Schnellere Umsetzung durch Passgenauigkeit der Lösung und Steuerung der Umsetzung
  - Wahrung von Vertraulichkeit
- Verringerung der Abhängigkeit von externen Unternehmensberatungen
- Bewahrung von Wissen im Unternehmen
- Verringerung von Beratungskosten

## Initiative „dichter dran“
Die Initiative „dichter dran“ ist ein Zusammenschluss von derzeit 16 Inhouse-Consulting-Einheiten von Unternehmen in Deutschland. Die Initiative wurde 2008 von sieben Unternehmen gegründet. Sie verfolgt das Ziel, einen Einblick in die Arbeit im Inhouse Consulting zu gewähren und ein klares Profil des Arbeitsfeldes Inhouse Consulting in der Öffentlichkeit und bei potenziellen Bewerbern zu schaffen. Der gemeinsame Internetauftritt (inhouse-consulting.de) dient hierfür als Plattform. Auf der Website werden neben Beraterprofilen auch Fallstudien und Informationen zu den Mitgliedsunternehmen bereitgestellt.
Ziel der Initiative ist darüber hinaus auch der kontinuierliche unternehmens- und branchenübergreifende Informationsaustausch der Mitglieder, beispielsweise über Benchmarks oder Beratungsansätze. Die Mitglieder führen zudem regelmäßig gemeinsame Weiterbildungsseminare und Workshops durch.
Die aktuellen Mitglieder der Initiative sind Allianz Inhouse Consulting, BASF Management Consulting, Bayer Business Consulting, Inhouse Consulting BSH Bosch und Siemens Hausgeräte, Commerz Business Consulting (Commerzbank), DB Management Consulting (Deutsche Bahn), Deutsche Bank Inhouse Consulting, DHL Consulting, Center for Strategic Projects (Deutsche Telekom), E.ON Inhouse Consulting, BwConsulting GmbH (Bundesministerium der Verteidigung), Internes Consulting KfW Bankengruppe, Merck Inhouse Consulting, RWE Consulting, ThyssenKrupp Management Consulting und Volkswagen Consulting.

## Kritik
Kritiker des Inhouse Consultings werfen den internen Beratern häufig Betriebsblindheit vor. Aufgrund ihrer Unternehmenszugehörigkeit seien sie nicht in der Lage, ihre Auftraggeber neutral zu beraten und scheuten sich, unpopuläre Vorschläge zu machen. Dem halten Befürworter entgegen, dass Betriebsblindheit unter anderem durch eine gute Ausgestaltung interner Organisationsstrukturen und Arbeitsweisen, den Einsatz von Mitarbeitern mit externer Beratungserfahrung sowie die konsequente Aufnahme externer Impulse (z. B. in Form von Orientierung an Best Practices, Benchmarking, Kooperationen mit externen Beratungen oder Hochschulen) erfolgreich begegnet werden kann.